# Лісе-Руд-е-Тазеабад (Отаквар)
Лісе-Руд-е-Тазеабад (перс. ليسه رودتازه اباد) — село в Ірані, у дегестані Отаквар, у бахші Отаквар, шагрестані Лянґаруд остану Ґілян. За даними перепису 2006 року, його населення становило 400 осіб, що проживали у складі 106 сімей.